# フェニックス (アリゾナ州)
フェニックス（英語: Phoenix）は、アメリカ合衆国アリゾナ州の州都。人口は約160万人（2020年）。同州最大の都市であり、砂漠の中にありながらも全米有数の工業都市である。2019年の「グローバル都市指標」では世界第72位の都市と評価されるなど、アメリカ南西部有数の世界都市である。フェニックスの愛称は「太陽の谷」（Valley of the Sun）である。
日本語では不死鳥のフェニックスから慣用としてフェニックスと表記されることが多いが、英語での発音 ([ˈfiːnɪks]) はフィーニクスに近く、フィニックスなどの表記が用いられることもある。中国語では音訳の菲尼克斯（Fēiníkèsì）の他に、鳳凰城（Fènghuángchéng）と意訳されることもある。

## 概要
フェニックスは1867年にソノラ砂漠北東部の灌漑事業と共に計画された。入植者が農地を開拓し綿花、オレンジ、ムラサキウマゴヤシなどを生産した。人口は急増し1881年には自治体化、1889年にはアリゾナ準州の州都になった。
20世紀前半からニューディール政策によるコロラド川の電源開発、ルーズベルトダム、フーバーダム、クーリッジダムの開発によって、無尽蔵の電力を供給、軍事産業に関わる航空機産業や電器機械工業が発展していき、今日では半導体などのエレクトロニクス産業、また観光都市としても発達している。
なお、砂漠の中に都市が形成されているため、郊外の至る所でサボテンが見られ、市の象徴にもなっている。また観光名所として砂漠植物園が市内にある。

### 半導体産業の発展
当初はロサンゼルスやシリコンバレーに後れを取っていた。しかし、1990年頃から安価な労働力と広大な土地、安い税金、そして精密機械製作には好適な温暖で乾燥した気候、大消費地への近さという条件があいまって、カリフォルニア州から大量の半導体、エレクトロニクス産業が流入してきたことで急速に発展した。シリコンバレーにあやかってシリコンデザート（砂漠）と呼ばれることがある。

### 観光・保養都市としての発展
フェニックス近辺にはグランド・キャニオン国立公園、サワロ国立公園や化石の森国立公園など14に上る国立公園がある。また古くからのインディアン遺跡、開拓時代を色濃く残す町並みなどが至る所に点在しており、観光都市としても注目を浴びている。

## 地理
フェニックスはアリゾナ州中央部の北緯33度31分42秒、西経112度4分35秒(33.528370°,-112.076300°)に位置している。ソノラ砂漠の北端にあり、平均海抜331メートルである。アリゾナ州の他都市としては、南西にツーソン、北にフラッグスタッフがある。コロラド川の支流のヒラ川のさらに支流のソルト川（涸れ川）の広い谷にあるので、フェニックスの愛称は「太陽の谷」（Valley of the Sun）または「ソルト川の谷」（Salt River Valley）と呼ばれている。
アメリカ合衆国統計局によると、この都市は総面積1,230.5km2(475.1mi2)である。このうち1,229.9km2(474.9mi2)が陸地で0.6km2(0.2mi2)が水地域である。総面積の0.05%が水地域となっている。

## 気候
ケッペンの気候区分では砂漠気候（BWh）に属する。
年間を通して温暖で、夏は日中40°Cを超える気温となり、非常に暑いが乾燥しているため過ごしやすい。冬は日中20°Cを超える気温となり、朝晩でも4°C以下に下がることはほとんど無いため、保養都市としても注目を浴びている。
最高気温記録は1990年6月26日の50°C、最低気温記録は1913年1月7日の-8.8°Cである。
| フェニックス（フェニックス・スカイハーバー国際空港）の気候                                     | フェニックス（フェニックス・スカイハーバー国際空港）の気候 | フェニックス（フェニックス・スカイハーバー国際空港）の気候 | フェニックス（フェニックス・スカイハーバー国際空港）の気候 | フェニックス（フェニックス・スカイハーバー国際空港）の気候 | フェニックス（フェニックス・スカイハーバー国際空港）の気候 | フェニックス（フェニックス・スカイハーバー国際空港）の気候 | フェニックス（フェニックス・スカイハーバー国際空港）の気候 | フェニックス（フェニックス・スカイハーバー国際空港）の気候 | フェニックス（フェニックス・スカイハーバー国際空港）の気候 | フェニックス（フェニックス・スカイハーバー国際空港）の気候 | フェニックス（フェニックス・スカイハーバー国際空港）の気候 | フェニックス（フェニックス・スカイハーバー国際空港）の気候 | フェニックス（フェニックス・スカイハーバー国際空港）の気候 |
| 月                                                                                             | 1月                                                        | 2月                                                        | 3月                                                        | 4月                                                        | 5月                                                        | 6月                                                        | 7月                                                        | 8月                                                        | 9月                                                        | 10月                                                       | 11月                                                       | 12月                                                       | 年                                                         |
| ---------------------------------------------------------------------------------------------- | ---------------------------------------------------------- | ---------------------------------------------------------- | ---------------------------------------------------------- | ---------------------------------------------------------- | ---------------------------------------------------------- | ---------------------------------------------------------- | ---------------------------------------------------------- | ---------------------------------------------------------- | ---------------------------------------------------------- | ---------------------------------------------------------- | ---------------------------------------------------------- | ---------------------------------------------------------- | ---------------------------------------------------------- |
| 最高気温記録 °C （°F）                                                                         | 31 (88)                                                    | 33 (92)                                                    | 38 (100)                                                   | 41 (105)                                                   | 46 (114)                                                   | 50 (122)                                                   | 49 (121)                                                   | 47 (117)                                                   | 47 (116)                                                   | 42 (107)                                                   | 36 (96)                                                    | 31 (87)                                                    | 50 (122)                                                   |
| 平均最高気温 °C （°F）                                                                         | 19.6 (67.2)                                                | 21.5 (70.7)                                                | 24.9 (76.9)                                                | 29.6 (85.2)                                                | 34.9 (94.8)                                                | 39.9 (103.9)                                               | 41.2 (106.1)                                               | 40.2 (104.4)                                               | 37.7 (99.8)                                                | 31.4 (88.5)                                                | 24.2 (75.5)                                                | 19 (66)                                                    | 30.3 (86.6)                                                |
| 日平均気温 °C （°F）                                                                           | 13.6 (56.4)                                                | 15.4 (59.7)                                                | 18.4 (65.2)                                                | 22.6 (72.7)                                                | 27.8 (82.1)                                                | 32.7 (90.8)                                                | 34.9 (94.8)                                                | 34.2 (93.6)                                                | 31.3 (88.4)                                                | 24.8 (76.7)                                                | 17.8 (64.1)                                                | 13 (55.4)                                                  | 23.88 (74.99)                                              |
| 平均最低気温 °C （°F）                                                                         | 7.6 (45.6)                                                 | 9.3 (48.7)                                                 | 11.9 (53.5)                                                | 15.7 (60.2)                                                | 20.8 (69.4)                                                | 25.4 (77.7)                                                | 28.6 (83.5)                                                | 28.2 (82.7)                                                | 24.9 (76.9)                                                | 18.2 (64.8)                                                | 11.5 (52.7)                                                | 7.1 (44.8)                                                 | 17.4 (63.4)                                                |
| 最低気温記録 °C （°F）                                                                         | −9 (16)                                                    | −4 (24)                                                    | −4 (25)                                                    | 2 (35)                                                     | 4 (39)                                                     | 9 (49)                                                     | 17 (63)                                                    | 14 (58)                                                    | 8 (47)                                                     | 1 (34)                                                     | −3 (27)                                                    | −6 (22)                                                    | −9 (16)                                                    |
| 降水量 mm （inch）                                                                             | 23.1 (0.91)                                                | 23.4 (0.92)                                                | 24.9 (0.98)                                                | 6.9 (0.27)                                                 | 2.8 (0.11)                                                 | 0.5 (0.02)                                                 | 26.7 (1.05)                                                | 30 (1)                                                     | 16.3 (0.64)                                                | 14.7 (0.58)                                                | 16.3 (0.64)                                                | 22.4 (0.88)                                                | 204 (8.03)                                                 |
| 平均降水日数 （≥0.01 in）                                                                      | 4.1                                                        | 4.4                                                        | 3.9                                                        | 1.7                                                        | 1.0                                                        | 0.5                                                        | 4.2                                                        | 5.0                                                        | 2.8                                                        | 2.5                                                        | 2.6                                                        | 3.9                                                        | 36.6                                                       |
| 平均月間日照時間                                                                               | 257.3                                                      | 259.9                                                      | 319.3                                                      | 354.0                                                      | 399.9                                                      | 408.0                                                      | 378.2                                                      | 359.6                                                      | 330.0                                                      | 310.0                                                      | 255.0                                                      | 244.9                                                      | 3,876.1                                                    |
| 出典：NOAA(extremes 1895–present)Hong Kong Observatory(sun only, 1961–1990)The Weather Network |                                                            |                                                            |                                                            |                                                            |                                                            |                                                            |                                                            |                                                            |                                                            |                                                            |                                                            |                                                            |                                                            |

## 人口動勢

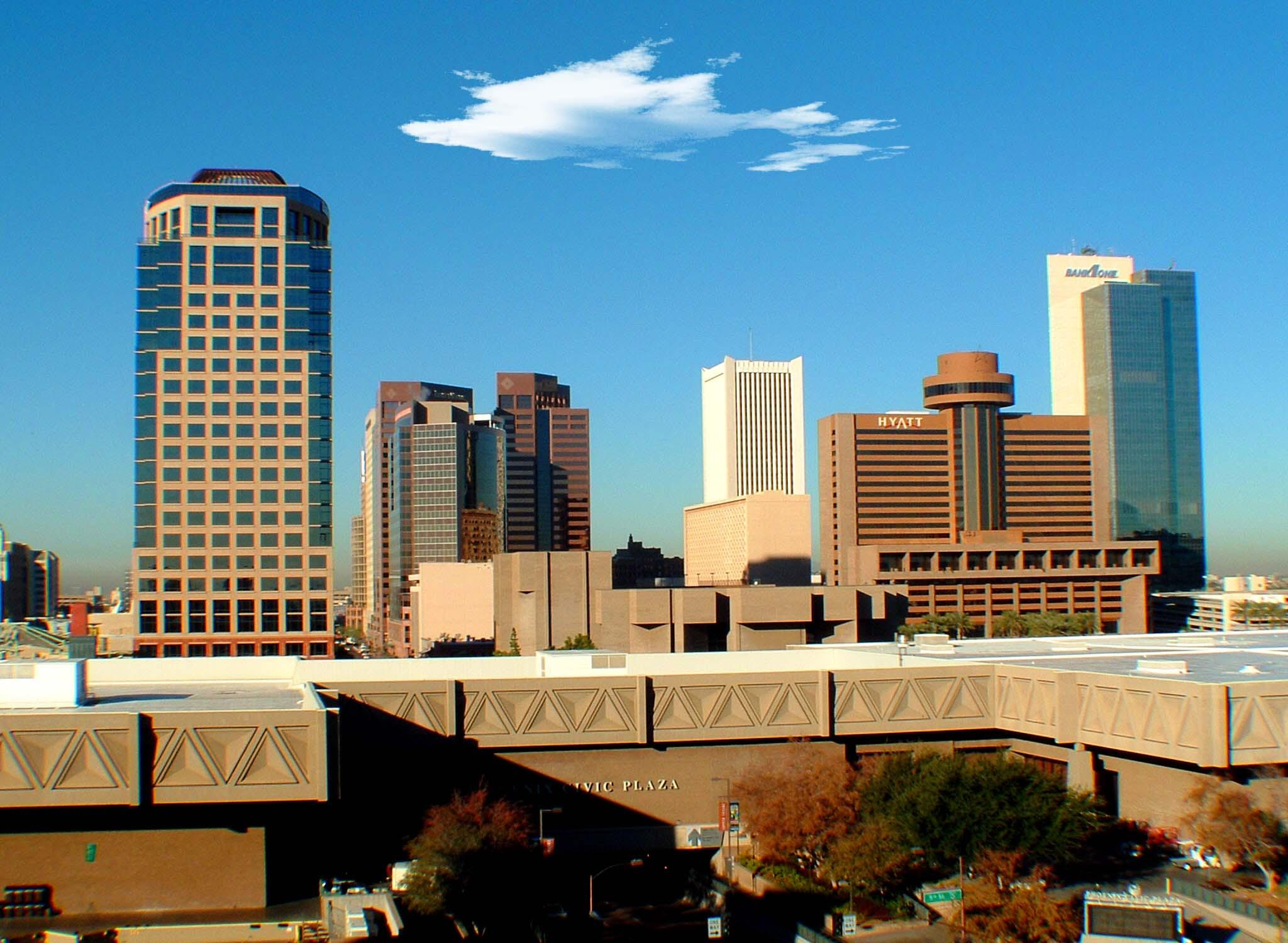
フェニックスの中心街

2000年現在の国勢調査で、この都市は人口1,321,045人、465,834世帯および307,450家族が暮らしている。人口密度は1,074/km²(2,782/mi²)である。403/km²(1,044/mi²)の平均的な密度に495,832軒の住宅が建っている。この都市の人種的な構成は白人71.07%、アフリカン・アメリカン5.10%、先住民2.02%、アジア系2.00%、太平洋諸島系0.13%、その他の人種16.40%および混血3.28%である。人口の34.06%はヒスパニックまたはラテン系である。
この都市内の住民は28.9%が18歳未満の未成年、18歳以上24歳以下が10.9%、25歳以上44歳以下が33.2%、45歳以上64歳以下が18.8%および65歳以上が8.1%にわたっている。中央値年齢は31歳である。女性100人ごとに対して男性は103.5人である。18歳以上の女性100人ごとに対して男性は102.7人である。
この都市の世帯ごとの平均的な収入は41,207米ドルであり、家族ごとの平均的な収入は46,467米ドルである。男性は32,820米ドルに対して女性は27,466米ドルの平均的な収入がある。この都市の一人当たりの収入（per capita income）は19,833米ドルである。人口の15.8%および家族の11.5%は貧困線以下である。全人口のうち18歳未満の21.0%および65歳以上の10.3%は貧困線以下の生活を送っている。
なお、2000年現在の国勢調査では、メサ、グレンデール、スコッツデール、テンピなどを含めた都市圏（MSA）の人口は約3,251,876人で全米14番目の規模であり、2007年の推計では4,179,427人まで伸び、爆発的な人口増加が続いている。

## 教育
フェニックス地域の公共教育は30学区によって提供されている。

### 高等教育

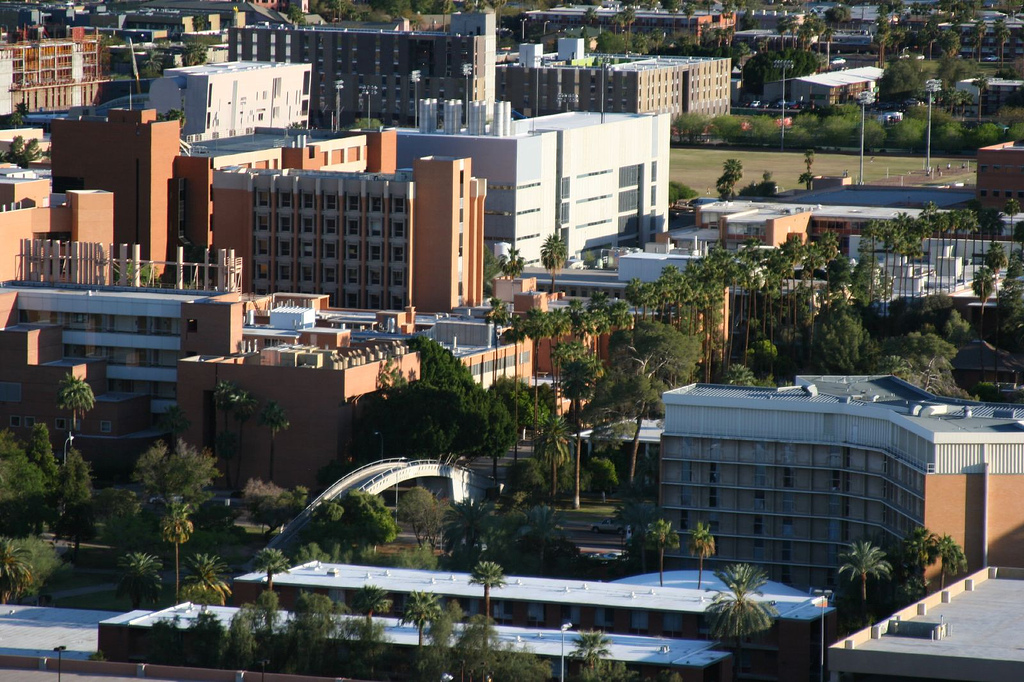
アリゾナ州立大学

アリゾナ州立大学は、アメリカ最大の公立大学の一つであり、この地域最大の高等教育機関である。本部はテンピにあり、その北西のフェニックスとグレンデールの境界の西キャンパス、フェニックス市街地のダウンタウン・キャンパス、メサのポリテクニク・キャンパスを有する。
ASUのダウンタウン・キャンパスの近くには、アリゾナ大学医学部やノーザン・アリゾナ大学（本部：フラッグスタッフ）のフェニックス・バイオメディカル・キャンパスがある。
サンダーバード国際経営大学院は国際経営学に特化した大学院大学である。
マリコパ郡コミュニティカレッジ地区には10のコミュニティカレッジ、成人教育や職業訓練を行う2つのスキルセンターがある。そのうちの一つであるフェニックス・カレッジは、1920年に設立され、アリゾナ州で最も古いコミュニティカレッジであり、全米でも最も古いコミュニティカレッジのうちの一つである。
市内には他にも、特筆すべき高等教育機関がある。フェニックス神学校は、聖書学、キリスト教神学、教会史、カウンセリングの学位を授与するプロテスタントの神学校である。バロー神経学研究所は、世界最大の神経疾患に関する治療・研究機関である。グランド・キャニオン大学はキリスト教系の私立大学で、1949年に非営利の学校として設立されたが、現在は営利目的の大学として運営されている。フェニックス大学は、この市に拠点を置いている。

## 交通

フェニックス地区のフリーウェイ（2009年）

### 空港
フェニックス・スカイハーバー国際空港（IATA: PHX、ICAO: KPHX）はダウンタウンの東方5kmにあり、アクセスの良い空港として知られている。I-10、I-17、U.S. 60、州道51号線および州道202号線の交差点近い。
メサの郊外にあるフェニックス＝メサ・ゲートウェー空港（旧ウイリアムズ・ゲートウェー空港、IATA: WGA、ICAO: KIWA）は比較的近距離の路線を運航している。ここは1993年に閉鎖されたウイリアムズ空軍基地（Williams Air Force Base）を民間空港に転用したもので、スカイハーバー国際空港を補完する役割を持っている。
個人およびビジネスジェットの運航を行う空港として、スコッツデールのスコッツデール市営空港およびメサのファルコン飛行場などがある。

### 鉄道
南方のマリコパにアムトラックの駅があり、「サンセット・リミテッド」（ニューオーリンズ～ロサンジェルス）と「テクサス・イーグル」（ロサンジェルス～サンアントニオ～シカゴ）が利用できる。かつてはダウンタウンにユニオン・パシフィック鉄道の駅があったが、現在は使用されていない。

### 市内交通
フェニックス大都市圏内の公共交通機関はバレーメトロ（Valley Metro）が提供している。路線バスおよびライドシェアを運行しているバレーメトロ・バス（Valley Metro Bus）とバレーメトロレールに分かれて運営している。バレーメトロレールは2008年に運行を開始したライトレールで、今はフェニックス・ダウンタウン、国際空港、テンピ、メサを結んでいる。
ウェイモが自動運転タクシーの商用運用を始めた。バレーメトロが協力している。 

### 道路
フェニックスの幹線道路は州間高速道路10号線、州間高速道路17号線、U.S. 60などがあり、交通の要衝になっている。

## スポーツ
| スポーツ種別           | チーム                         | 所属団体 | リーグ                                   | ホーム競技場                                   |
| ---------------------- | ------------------------------ | -------- | ---------------------------------------- | ---------------------------------------------- |
| アメリカンフットボール | アリゾナ・カージナルス         | NFL      | ナショナル・フットボール・カンファレンス | ユニバーシティ・オブ・フェニックス・スタジアム |
| 野球                   | アリゾナ・ダイヤモンドバックス | MLB      | ナショナルリーグ                         | チェイス・フィールド                           |
| バスケットボール       | フェニックス・サンズ           | NBA      | ウェスタン・カンファレンス               | USエアウェイズ・センター                       |
| バスケットボール       | フェニックス・マーキュリー     | WNBA     | ウェスタン・カンファレンス               | USエアウェイズ・センター                       |
| アイスホッケー         | フェニックス・コヨーテズ       | NHL      | ウェスタン・カンファレンス               | ジョビング・ドットコム・アリーナ               |

スコッツデールには全米有数のゴルフ場が多数見られ、4大メジャートーナメントの一つである全米プロゴルフ選手権もよく開催される。モータースポーツも盛んで、アバンデールにはNASCARやインディカー・シリーズのレースが毎年行われるフェニックス・インターナショナル・レースウェイがあり、1989年から1991年まではF1アメリカグランプリがフェニックス市街地コースで行われた。
2004年に日本人初のNBAプレイヤー田臥勇太がフェニックス・サンズに所属した事で、日本国内でフェニックスの地名が多く報じられた。
また、メジャーリーグのキャンプ地としても知られ、春はテンピ、スコッツデール、フェニックス、メサ、ピオリア、サプライズに分かれてキャンプがはられ、リタイア層が多く観戦する。

## メディア

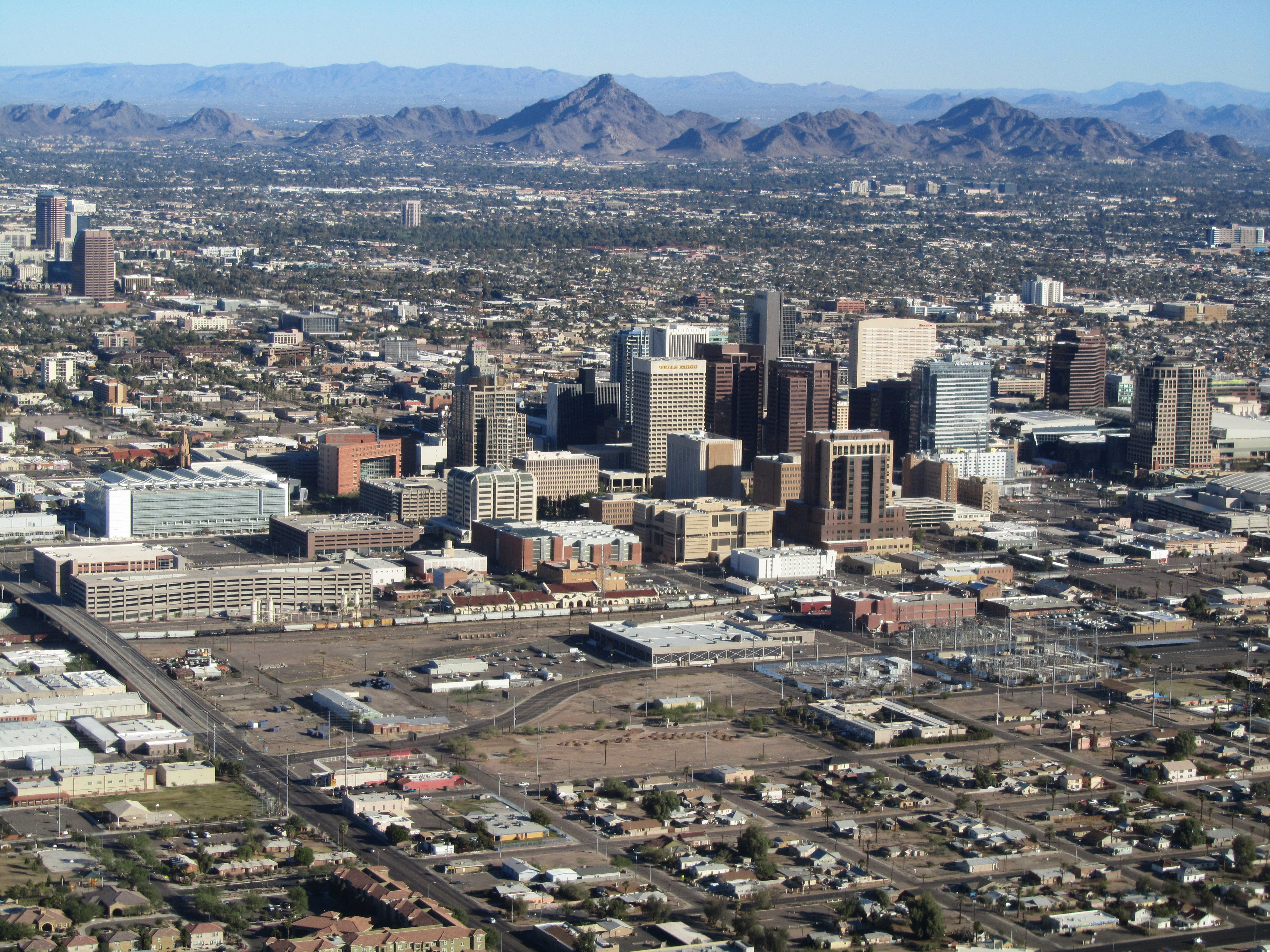
上空から

フェニックスの最初の新聞は、1880年にフェニックス・ヘラルドへ名称変更した週刊紙Salt River Valley Heraldであった。
今日、フェニックスは2つの主要な日刊紙によってサービスされている。1つはアリゾナ・リパブリック（グレーター大都市圏をサービス）、もう1つはThe East Valley Tribune（East Valleyの都市を主にサービス）である。

### テレビ
フェニックスはいくつかの主要なテレビ局によってサービスされている。
- KTVK-3（News Channel3、独立系）
- KPHO-5（CBS5、CBS）
- KAET-8（Channel8、PBS）
- KSAZ-10（FOX10、FOX）
- KPNX-12（Channel12、NBC）
- KNXV-15（ABC15、ABC）

- KPAZ-21（Channel21、TBN）
- KAZT-27（AZTV7 Prescott、独立系）
- KTVW-33（ユニビジョン）
- KUTP-45（My45、MyNetworkTV）
- KDRX-48（テレムンド）
- KASW-61（WB61、CW）

### ラジオ局
このリストは不完全である。
AM
- 550  - KFYI - 保守的なトークラジオ - Fox - Clear Channel
- 620  - KTAR - ニュース/トークラジオ - ABC
- 710  - KMIA - スペイン語ニュース/トーク（Radiovisa network） - Black Canyon City
- 740  - KDIR - スペイン語トーク （Formula network from Mexico） - フェニックス
- 860  - KMVP - スポーツ - ESPN
- 910  - KGME - スポーツ - Clear Channel
- 960  - KKNT - "The Patriot" - ニュース/トークラジオ - Salem Broadcasting
- 1010 - KXXT - Air America Radio - Tolleson
- 1060 - KDUS - スポーツ - スポーツニュース - テンピ
- 1100 - KFNX - ニュース/トーク - CNN - Cave Creek
- 1150 - KCKY - Spanish Christian - Coolidge
- 1190 - KMYL - トーク - NBC - Tolleson
- 1230 - KOY  - Nostalgia - CNN - Clear Channel
- 1280 - KXEG - キリスト教系 - フェニックス
- 1310 - KXAM - トーク - CNN  - メサ
- 1360 - KPXQ - 宗教/トーク - グレンデール
- 1400 - KSUN - 地域メキシコ音楽 - フェニックス
- 1440 - KAZG - オールディーズ - スコッツデール
- 1480 - KPHX - コメディラジオ（衛星経由） - フェニックス
- 1510 - KFNN - 経済 - Fox - メサ
- 1580 - KMIK - Radio Disney - メサ

FM
- 89.5 - KBAQ - クラシック - フェニックス
- 91.5 - KJZZ - 公共ラジオ：ニュース/トーク 毎日：ジャズ M-F 午後：ブルース：日曜日午後
- 92.3 - KTAR - 保守的なトークラジオ
- 92.7 / 101.1 KNRJ-FM - ダンス/クラブ音楽 - Payson
- 93.3 - KDKB - アルバム・ロック
- 95.5 -  KYOT - スムース・ジャズ
- 96.9 -  KMXP - アダルト・コンテンポラリ
- 97.9 - KUPD - アルバム・ロック（98 KUPD）
- 98.7 - KPKX The Peak - アダルト・ヒット（HD Radioサブch：80年代ポップス）<ERP 100kW>
- 100.7 - KSLX - クラシック・ロック
- 101.5 - KZON - Alternative Rock（The Zone）
- 103.1 - KCDX-FM- 60s-80s アルバム・ロック（DJ、CMなし）
- 103.9 - KEDJ - Alternative Rock（The Edge）
- 107.9 - KMLE - カントリィ

## 姉妹都市

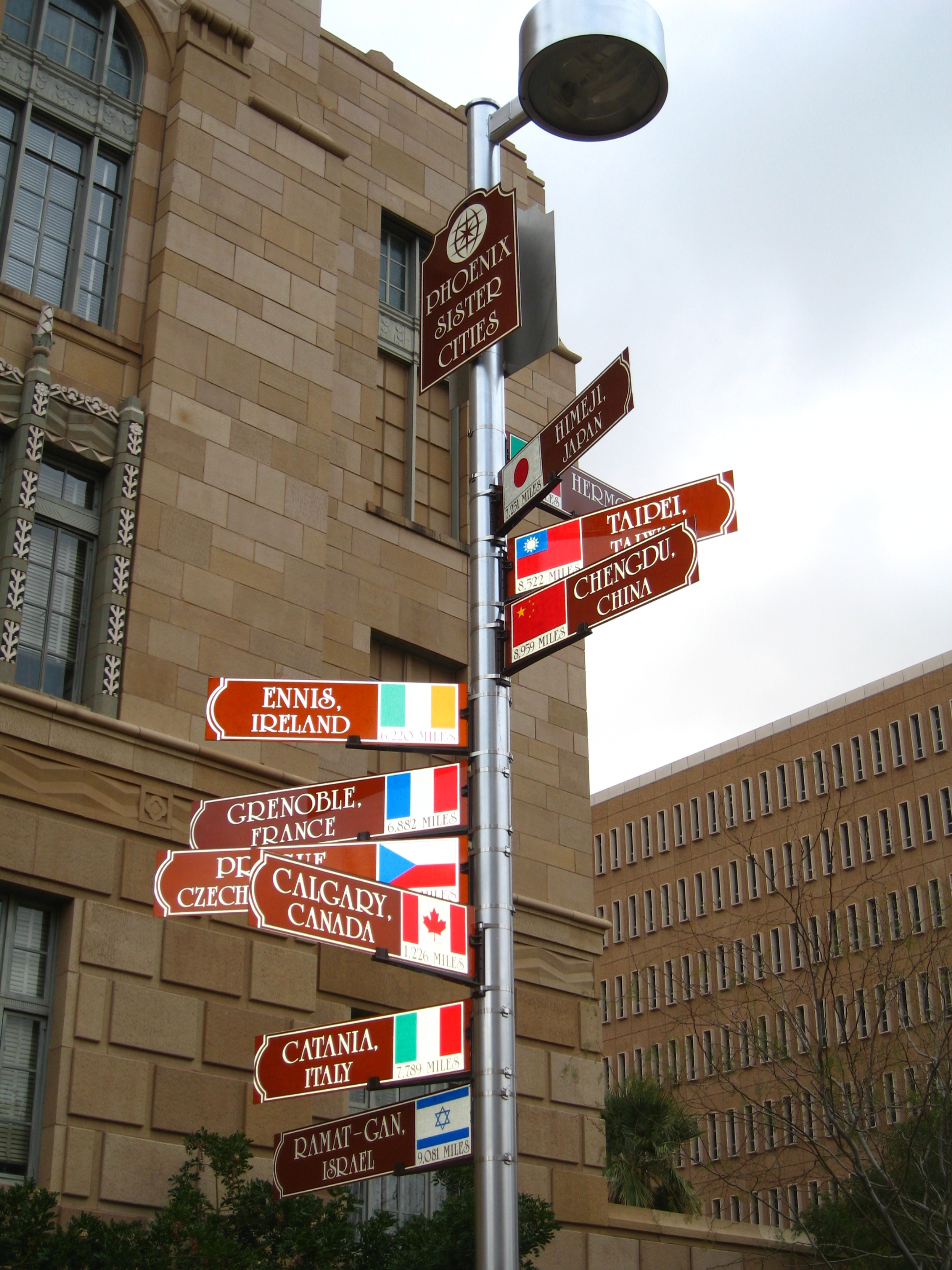
姉妹都市の方角を示す標柱

フェニックス姉妹都市委員会（Phoenix Sister Cities Commission）によれば、フェニックスは以下の10の姉妹都市を有している。
- - カルガリー（カナダアルバータ州）
- - カターニア（イタリア共和国カターニア県）
- - 成都市（中華人民共和国四川省）
- - エニス（アイルランド共和国クレア県）
- - グルノーブル（フランス共和国ローヌ＝アルプ地域圏）
- - エルモシージョ（メキシコ合衆国ソノラ州）
- - 姫路市（日本兵庫県）
- - プラハ（チェコ共和国）
- - ラマトガン（イスラエル国）
- - 台北市（中華民国）